# Нигер на летних Олимпийских играх 1964
Нигер принимал участие в Летних Олимпийских играх 1964 года в Токио (Япония) в первый раз за свою историю, но не завоевал ни одной медали. 

## Результаты соревнований

### Бокс
| Категория | Спортсмен     | Первый раунд                         | Второй раунд                                 | 1/4 финала                                                      | 1/2 финала           | Финал                | Итоговое место |
| Категория | Спортсмен     | Соперник Результат                   | Соперник Результат                           | Соперник Результат                                              | Соперник Результат   | Соперник Результат   | Итоговое место |
| --------- | ------------- | ------------------------------------ | -------------------------------------------- | --------------------------------------------------------------- | -------------------- | -------------------- | -------------- |
| до 67 кг  | Иссака Даборе | Хун Шуньфу (ROC) В RSC 2 раунд, 2:46 | Ханс-Эрик Педерсен (DEN) В RSC 3 раунд, 1:07 | Пертти Пурхонен (FIN) П 2:3 (57:58, 60:58, 59:57, 58:58, 57:60) | Завершил выступление | Завершил выступление | 5              |